# 萬隆里
萬隆里為台灣台北市文山區轄下一里。

## 沿革
台灣清治末期本地劃歸文山堡萬盛庄管轄。直至日治時期，於1901年改隸臺北州文山郡深坑廳。
戰後，於1950年由萬盛里劃出新設，並定名萬隆里迄今。1974年分為萬隆、萬祥、萬瑞三里，1990年台北市行政區域調整將本里1-16鄰劃歸萬年里，改制為文山區萬隆里迄今。

## 里界
- 東至：以羅斯福路五、六段與萬祥里毗鄰。
- 西至：萬和一、二、三號公園東側與萬和里為鄰。
- 南至：景福街與景仁里毗鄰。
- 北至：羅斯福路五段212巷與萬年里相接。